# ورزشگاه کریکت بلخ
ورزشگاه کریکت بلخ (پشتو: د بلخ کرکټ لوبغالی، انگلیسی: Balkh Cricket Stadium) یک ورزشگاه کریکت در مزار شریف افغانستان است. این ورزشگاه با کمک مالی نمایندگی ایالات متحده آمریکا برای انکشاف بین‌المللی و هند در حال ساخت است.
این ورزشگاه می‌تواند میزبان تیم‌های بین‌المللی برای بازی در افغانستان باشد که در سال ۲۰۱۷ به عضویت کامل انجمن بین‌المللی کریکت درآمدند.